# Chloropelix canariensis
Chloropelix canariensis är en insektsart som beskrevs av Lindberg 1936. Chloropelix canariensis ingår i släktet Chloropelix och familjen dvärgstritar. Inga underarter finns listade i Catalogue of Life.